# Сен-Кристо (Верхняя Гаронна)
Сен-Кристо́ (фр. Saint-Christaud, окс. Sent Cristau) — коммуна во Франции, находится в регионе Юг — Пиренеи. Департамент — Верхняя Гаронна. Входит в состав кантона Монтескьё-Вольвестр. Округ коммуны — Мюре.
Код INSEE коммуны — 31474.

## География

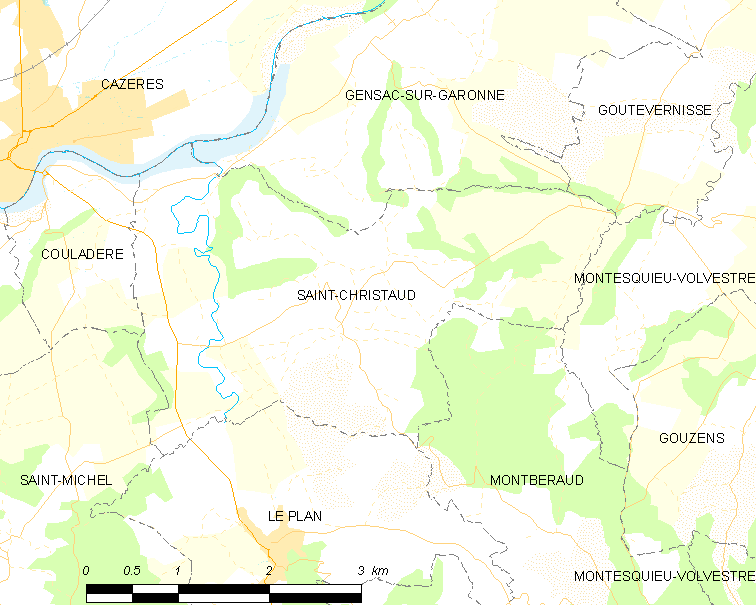
Карта коммуны

Коммуна расположена приблизительно в 640 км к югу от Парижа, в 55 км к юго-западу от Тулузы.
По территории коммуны протекает река Вольп.

## Климат
Климат умеренно-океанический. Зима мягкая и снежная, весна характеризуется сильными дождями и грозами, лето сухое и жаркое, осень солнечная. Преобладают сильные юго-восточные и северо-западные ветры.

## Население
Население коммуны на 2010 год составляло 260 человек.
| 1962 | 1968 | 1975 | 1982 | 1990 | 1999 | 2010 |
| ---- | ---- | ---- | ---- | ---- | ---- | ---- |
| 213  | 204  | 181  | 199  | 223  | 228  | 260  |

## Администрация
| Период | Период | Фамилия     | Партия                  | Примечания |
| ------ | ------ | ----------- | ----------------------- | ---------- |
| 2001   | 2008   | Ив Лаффай   | Социалистическая партия |            |
| 2008   | 2020   | Пьер Ферраж | беспартийный            |            |

## Экономика
В 2010 году среди 160 человек трудоспособного возраста (15—64 лет) 124 были экономически активными, 36 — неактивными (показатель активности — 77,5 %, в 1999 году было 75,0 %). Из 124 активных жителей работали 109 человек (60 мужчин и 49 женщин), безработных было 15 (10 мужчин и 5 женщин). Среди 36 неактивных 9 человек были учениками или студентами, 18 — пенсионерами, 9 были неактивными по другим причинам.